# Папковский, Радий Петрович
Радий Петрович Папковский (26 апреля 1926, Москва — 5 января 2014, Москва) — советский авиаконструктор, главный конструктор, участвовал в создании и обеспечении эксплуатации большинства самолётов ОКБ им. С. В. Ильюшина.

## Биография
Радий Петрович Папковский родился 26 апреля 1926 года в городе Москве. Мать — директор объединения детских садов Трехгорной мануфактуры. Во время Великой Отечественной войны, вместе с детскими садами, был эвакуирован в середине августа 1941 года в город Кинешму Ивановской области, а в октябре 1941 года в город Катайск Челябинской, ныне Курганской области, где окончил среднюю школу.
Трудовую деятельность по возвращении в Москву в 1943 году начал токарем на авиационном заводе № 381. После окончания Московского авиационного института в 1951 году поступил на работу в ОКБ Ильюшина, где прошёл путь от инженера-конструктора до главного конструктора ОКБ (1981). Участвовал в создании конструкций и разработке спецоборудования на самолётах Ил-14, Ил-18, Ил-28, Ил-38, Ил-62 и их модификаций. Как главный конструктор принимал участие в разработке всех модификаций транспортного самолёта Ил-76.
На пенсии продолжал работать и возглавил департамент по эксплуатации самолётов «Ил», представлял ОАО «Ил» за рубежом, принимал участие в установлении и развитии деловых контактов с иностранными компаниями.
Радий Петрович Папковский умер 5 января 2014 года в городе Москве. Похоронен на Перепечинском кладбище Сельского поселения Лунёвское Солнечногорского района Московской области, ныне кладбище находится в городском округе Солнечногорск той же области.

## Награды
- Орден Октябрьской Революции, 1976 год
- Орден Трудового Красного Знамени, дважды: 1969 год, 1981 год
- медали, в том числе
  - Юбилейная медаль «50 лет Победы в Великой Отечественной войне 1941—1945 гг.», 1995 год
  - Юбилейная медаль «300 лет Российскому флоту», 1996 год
  - Юбилейная медаль «За доблестный труд. В ознаменование 100-летия со дня рождения Владимира Ильича Ленина», 1970 год
  - Медаль «За доблестный труд в Великой Отечественной войне 1941—1945 гг.», 1991 год
  - Медаль «Ветеран труда», 1984 год
  - Медаль «За укрепление боевого содружества», 2004 год
- Ленинская премия, 1977 год, за вклад в создание военно-транспортного самолёта Ил-76[1]
- Почётный авиастроитель Российской Федерации, 1994 год

## Память
8 июля 2014 года состоялась передача ВВС России первого Ил-38Н по контракту, предусматривающему модернизацию пяти строевых самолётов. Самолёту бортовой номер 19, государственный и регистрационный опознавательный знак RF-75355 присвоено имя «Радий Папковский».

## Семья
Сын — Алексей Радиевич Папковский.